# Lobo (Camerún)
Lobo es una comuna camerunesa perteneciente al departamento de Lekié de la región del Centro.
En 2005 tiene 10 157 habitantes, de los que 1091 viven en la capital comunal homónima.
Se ubica unos 20 km al oeste de la capital nacional Yaundé.

## Localidades
Comprende la ciudad de Lobo y las siguientes localidades:
- Adjap
- Akok
- Ekekam III
- Ekoumtik
- Eyang
- Kelle
- Koudi
- Menguek I
- Menguek II
- Minkoa
- Ngoas
- Ngoulemekong
- Nkolbeyegle
- Nkolmeyang
- Nkolnguet
- Nkolyem
- Nkongmessa
- Nlong
- Ovang
- Ozom I
- Ozom II
- Ozom III
- Tikong
- Tsek
- Voa III